# Puls (Holstein)
Puls ist eine Gemeinde im Kreis Steinburg in Schleswig-Holstein.

## Geografie

### Geografische Lage
Das Gemeindegebiet von Puls erstreckt sich im Naturraum Heide-Itzehoer Geest (Haupteinheit Nr. 693) an der Pulser Au, einem linken Zufluss der Haaler Au. Auch die Mühlenau fließt im Gemeindegebiet.

### Gemeindegliederung
Im Gebiet der Gemeinde Puls liegen, neben dem namenstiftenden Dorf, ebenfalls die Höfesiedlung Diecken, sowie die Streusiedlungen Kammerhorst und (teilweise) Pulserdamm als weitere Wohnplätze.

### Nachbargemeinden
Unmittelbar angrenzende Gemeindegebiete von Puls sind:
| Seefeld     | Beringstedt, Osterstedt                     |       |
| Warringholz | Kompassrose, die auf Nachbargemeinden zeigt | Reher |
| Schenefeld  | Oldenborstel, Christinenthal                |       |

## Geschichte
Der Ortsname Puls wurde erstmals im 7./8. Jahrhundert als damalige Ansiedlung mit Feldmark erwähnt. Siedlungsbereiche und mehrere Hügelgräber lassen auf eine frühere Besiedlung schließen. Die Entwicklung des Ortes wurde durch die Lage an kreuzenden Handelswegen zum Markt nach Schenefeld begünstigt.
Wiebeke Kruse (* um 1605 in Puls; † 28. April 1648 in Kopenhagen) war eine Mätresse des dänischen Königs Christian IV. (Schreibweise des Namens in ihrer eigenen Unterschrift ist Wiebeke, im dänischen Sprachraum Vibeke). Sie kam um 1625 an den dänischen Hof in die Dienste (wohl als Waschmagd) der Kirsten Munk. Kirsten Munk war die zweite Ehefrau des dänischen Königs Christian IV. Zwölf Kinder entstammten dieser morganatischen Ehe. Die Herkunft der Wiebeke Kruse wurde erst im Jahr 2011 endgültig geklärt.
Im 18. Jahrhundert fand die Verkoppelung statt. Güter wurden aufgelöst und die Flächen an Einzelbauern zur Bewirtschaftung übergeben. Von 1901 bis 1957 hatte Puls eine Bahnstation an der Rendsburger Kreisbahn. Im 19. und 20. Jahrhundert entwickelte sich Puls zu einem typischen Bauerndorf mit zugehöriger Ansiedlung unterstützender Handwerksbetriebe.

## Politik

### Gemeindevertretung
Bei der Kommunalwahl am 14. Mai 2023 wurden insgesamt neun Sitze vergeben. Diese fielen erneut alle an die Allgemeine Arbeitnehmer Gemeinschaft. Die Wahlbeteiligung betrug 60,4 %.

### Wappen
Blasonierung: „Über goldenem Wellenschildfuß, darin zwei unterbrochene blaue Wellenfäden. In Grün ein silbernes Windrad begleitet links und rechts von je einem goldenen Haselnusszweig mit zwei herabhängenden Fruchtständen.“
Die Gemeinde Puls liegt mitten im Naturraum „Hohenwestedter Geest“. Durch die vorwiegend sandigen Böden dieses Geestdorfes hatte der Kiesabbau für die Gemeinde eine besondere wirtschaftliche Bedeutung. Die Farbe Gelb (Gold) im Schildfuß soll daran erinnern. Bedingt durch die Höhenlage von Puls verläuft durch das Gemeindegebiet eine Wasserscheide, dies wird durch die beiden unterbrochenen blauen Wellenfäden symbolisiert. Aufgrund der günstigen Höhenlage hat die Windenergie für Puls eine besondere Bedeutung. Das Windrad verweist auf diese alternative Energiegewinnung.

## Verkehr
Durch das Gemeindegebiet von Puls führt die schleswig-holsteinische Landesstraße 128. Sie zweigt im südlichen Nachbarort Reher von der in Ost-West-Richtung verlaufenden Bundesstraße 430 ab und führt zur in Nord-Süd-Richtung verlaufenden Landesstraße 127 in Gokels.